# Kunčina
Kunčina település Csehországban, a Svitavyi járásban. Kunčina Dětřichov, Staré Město, Moravská Třebová, Mladějov na Moravě, Koclířov és Rychnov na Moravě településekkel határos. Lakosainak száma 1375 fő (2024. január 1.).

## Népesség
A település lakosságának változását az alábbi diagram mutatja:
| Lakosok száma | 2002 | 2018 | 1802 | 1278 | 1248 | 1174 | 1371 | 1391 | 1370 | 1375 |
|               | 1869 | 1890 | 1921 | 1950 | 1980 | 2001 | 2017 | 2019 | 2022 | 2024 |